# Río Ocoña
Der Río Ocoña ist ein 120 km (einschließlich Río Marán: 290 km) langer Zufluss des Pazifischen Ozeans im Süden Perus in der Verwaltungsregion Arequipa.

## Flusslauf
Der Río Ocoña entsteht am Zusammenfluss von Río Marán (rechts) und Río Cotahuasi (links) auf einer Höhe von etwa 900 m. Er durchfließt die Provinzen Condesuyos und Camaná in südlicher Richtung. Bei Flusskilometer 116,7 mündet der Río Chichas (oder Río Arma Chichas) von links in den Fluss, bei Flusskilometer 67,5 der Río Chorunga ebenfalls von links. Der Río Ocoña mündet schließlich bei der Siedlung Ocoña, 45 km westnordwestlich der Provinzhauptstadt Camaná, ins Meer. Die Fernstraße Panamericana Sur  überquert den Fluss 3,5 km oberhalb der Mündung. Am Flusslauf liegen die Ortschaften Secocha und Urascqui. Der Río Ocoña durchfließt eine aride, wüstenhafte Landschaft. Er bildet auf seiner Fließstrecke Schwemmflächen aus. Entlang dem Flusslauf finden sich immer wieder Flächen bewässerter Landwirtschaft.

## Einzugsgebiet
Das Einzugsgebiet umfasst 15.352 km². Im Norden wird es von der Gebirgskette Cordillera Huanzo, die Teil der peruanischen Westkordillere ist, begrenzt. Im Osten grenzt das Einzugsgebiet an das des Río Camaná. Im Westen des Einzugsgebietes des Río Ocoña liegt der Vulkan Sarasara (5505 m), im Osten die Vulkane Solimana (6093 m) und Coropuna (6425 m). Im äußersten Nordosten am Berg Waytani (5430 m) liegt das Quellgebiet des Río Cotahuasi, linker Quellfluss des Río Ocoña.

## Ökologie
Das Einzugsgebiet des Quellflusses Río Cotahuasi liegt fast vollständig innerhalb des Schutzgebietes Reserva Paisajística Subcuenca del Cotahuasi. Im Río Ocoña kommt die Garnelen-Art Cryphiops caementarius aus der Familie der Felsen- und Partnergarnelen (Palaemonidae) vor. Die Garnelenfischerei bildet einen wichtigen wirtschaftlichen Faktor für die dort ansässige Bevölkerung. Es gibt Pläne für ein Wasserkraftwerk im Einzugsgebiet des Río Ocoña, welches die Garnelenbestände am Unterlauf des Flusses bedroht.

## Nebenflüsse
Bedeutende Nebenflüsse des Río Ocoña sind:
- km 116,7 links: Río Chichas oder Río Arma Chichas (Länge: 84,7 km; Einzugsgebiet: 1579 km²)[1]
- km 67,5 links: Río Chorunga (Länge: 170 km; Einzugsgebiet: 1069 km²)[1]